# Hideaki Kitadžima
Hideaki Kitadžima (* 23. květen 1978) je bývalý japonský fotbalista.

## Reprezentace
Hideaki Kitadžima odehrál 3 reprezentační utkání. S japonskou reprezentací se zúčastnil Mistrovství Asie ve fotbale 2000.

## Statistiky
| Japonsko | Japonsko | Japonsko |
| Roky     | Záp.     | Góly     |
| -------- | -------- | -------- |
| 2000     | 3        | 1        |
| Celkem   | 3        | 1        |